# Ángel Plana
Ángel Plana (n. Madrid; 3 de mayo de 1963) es un especialista de cine español.

## Biografía
Ángel Plana nació en Madrid, pero pronto se trasladó a Alicante donde creció y realizó sus primeros estudios. Ya desde bien pequeño se empezaron a manifestar las tendencias que posteriormente le llevaron a fundar la primera Escuela de Especialistas de Cine de España. Tras esos primeros años en Alicante, posteriormente se trasladó a Málaga donde completó sus estudios de diplomatura en Turismo, pero él ya sabía que su mundo estaba en la acción. Llegó la hora del servicio Militar y se alistó en la Compañía de Operaciones Especiales C.O.E. 103 en Las Palmas de Gran Canaria, donde ya dio rienda suelta a su necesidad de acción. Durante este período, obtuvo la licencia de buceador de combate, paracaidismo, escalada y otros muchos comocimientos que utilizaría después en su desarrollo como especialista. Al término del servicio militar y ya con la idea de ser stunt man
en la mente
se trasladó a París y asistió a la Escuela de Especialistas de París, donde aprendió las técnicas específicas de la profesión. A la vuelta de su aventura francesa, vuelve a España, concretamente a Madrid y empieza a abrirse camino en las primeras producciones cinematográficas. Ávido de más aprendizaje se traslada esta vez a Los Ángeles (California) para beber de las fuentes de los mejores, por espacio de un año.
De regreso a España, se da cuenta de que el mundo de los especialistas de cine está poco considerado y que no existe como profesión específica. Las condiciones laborales de los que se atrevían con las escenas de acción no eran las más adecuadas y eso es lo que le llevó a fundar la Escuela de Especialistas de Cine Angel Plana, donde se han formado la mayor parte de los Stunt men que existen en España actualmente.
Actualmente existen dos escuelas: una en Madrid y otra en Barcelona, de las que cada año salen nuevos jóvenes con una ambición en la mente: lograr ser Especialistas de Cine.

## Filmografía
- Clara, no es nombre de mujer (2010) (stunt coordinator)
- Rivales (2008) (stunt coordinator)
- Proyecto dos (2008) (stunt coordinator)
- Canciones de amor en Lolita's Club (2007) (stunt coordinator)
- El club de los suicidas (2007) (stunt coordinator)
- La hora fría (2006) (stunt coordinator)
- Salvador (Puig Antich) (2006) (stunt coordinator)
- AzulOscuroCasiNegro (2006) (stunt coordinator)
- Volver (2006) (stunt coordinator)
- El séptimo día (2004) (stunt coordinator)
- Beyond Re-Animator (2003) (stunt performer)
- Natale sul Nilo (2002) (stunt coordinator)
- Darkness (2002) (stunts)
- No debes estar aquí (2002) (action coordinator)
- Todo menos la chica (2002) (stunt coordinator)
- Merry Christmas (2001) (stunts)
- Off Key (2001) (stunt coordinator)
- Visionarios (2001) (stunt coordinator) (stunts)
- Tuno negro (2001) (stunt coordinator)
- ¿Tú qué harías por amor? (2001) (stunt coordinator)
- La voz de su amo (2001) (stunt coordinator) (stunts)
- Gaudi Afternoon (2001) (stunt coordinator)
- No te fallaré (2001) (stunt coordinator)
- El cielo abierto (2001) (stunt coordinator)
- Besos para todos (2000) (stunt coordinator)
- La comunidad (2000) (stunt coordinator)
- Aunque tú no lo sepas (2000) (stunt coordinator)
- El otro barrio (2000) (stunt coordinator)
- Kasbah (2000) (stunt coordinator)
- Las razones de mis amigos (2000) (stunt coordinator)
- Año mariano (2000) (stunts)
- El invierno de las anjanas (2000) (stunt coordinator)
- El arte de morir (2000) (stunt coordinator)
- Carretera y manta (2000) (stunts)
- Asfalto (2000) (stunt coordinator)
- El corazón del guerrero (2000) (stunts)
- Segunda piel (1999) (stunt coordinator)
- Sobreviviré (1999) (stunt coordinator)
- La mujer más fea del mundo (1999) (stunt coordinator)
- París-Tombuctú (1999) (stunts)
- La fuente amarilla (1999) (stunt coordinator)
- Lisboa (1999) (stunts)
- Muertos de risa (1999) (stunt coordinator)
- La rosa de piedra (1999) (stunt coordinator)
- Atilano, presidente (1998) (stunt coordinator)
- Los amantes del Círculo Polar (1998) (stunts)
- Frau Rettich, die Czerni und ich (1998) (stunts)
- Mensaka (1998) (stunt coordinator)
- La mirada del otro (1998) (stunt coordinator)
- Dame algo (1997) (stunt coordinator)
- Sólo se muere dos veces (1997) (stunts)
- Taxi (1996) (stunts)
- Corsarios del chip (1996) (stunts)
- Alma gitana (1996) (stunt coordinator)
- Justino, un asesino de la tercera edad (1994) (stunts)
- La ardilla roja (1993) (stunt coordinator)
- La madre muerta (1993) (stunt coordinator)
- La marrana (1992) (stunts)
- Orquesta Club Virginia (1992) (stunt coordinator)
- Don Juan, mi querido fantasma (1990) (stunts)

Como actor:
- Quart (1 episodio, 2007)
- Manada de lobos (2007)
- Cosas que hacen que la vida valga la pena (2004) .... Guardia civil
- Beyond Re-Animator (2003) .... Kitchen Zombie
- Lisboa (1999)
- Justino, un asesino de la tercera edad (1994) .... García
- Encantada de la vida (1 episodio, 1994)